# أوغستين فيليكس فورتين
أوغستين فيليكس فورتين (بالفرنسية: Augustin Félix Fortin) (و. 1763 – 1832 م) هو نَحّات، ورسام من فرنسا . ولد في باريس .
توفي في باريس .

## أعمال بارزة
من أهم أعماله:
- fontaine de la Charité.

## جوائز
حصل على جوائز منها:
- جائزة روما.